# Ottersbach (Oberrieder Bach)
Der Ottersbach ist der 3,2 km lange, südliche und rechte Quellbach des Oberrieder Bachs im hessischen Werra-Meißner-Kreis (Deutschland); linker Quellbach ist der 5,4 km lange und von Südwesten herbeifließende Dudenbach. Sein Einzugsgebiet ist 2,46 km² groß.

## Verlauf
Der gänzlich im Geo-Naturpark Frau-Holle-Land (Werratal.Meißner.Kaufunger Wald) fließende Ottersbach entspringt auf der Nordflanke des Hohen Meißners (753,6 m ü. NHN). Seine Quelle liegt 1,3 km westnordwestlich des bachabseits liegenden Frankenhain auf etwa 495 m in den Bergwiesen. Vorbei an der Quelle führt die Kreisstraße 51 (Kohlenstraße), die etwa 120 m südöstlich von der Landesstraße 3242 zwischen Kammerbach und der Kalbe abzweigt, dann vorbei am einstigen Braunkohlenbergwerk Bransrode und von dort weiter nach Weißenbach verläuft.
Der Bach fließt zunächst etwa 2 km in nordöstlicher Richtung im Soodener Bergland an der Südostflanke des Wickenbergs (446 m) und dessen Nordosthang Bramberg (370 m) entlang, biegt kurz nach Passieren der Wüstung Ottersbach nach Norden um und fließt dann auf etwa 1,2 km Länge westlich am Hämmelsberg (351,8 m) vorbei in Richtung Hilgershausen.
Etwa 500 m südlich von Hilgershausen vereinigt sich der Ottersbach unmittelbar südlich und vor Unterqueren der L 3239 sowie östlich der dort nach Norden abzweigenden L 3240 (Oberrieder Straße) auf etwa 258 m mit dem Dudenbach zum Oberrieder Bach, der nach weiteren und 6,9 km nach Durchfließen von Oberrieden in die Werra mündet.